# دکتر (دکتر هو)
دکتر شخصیت اصلی برنامه تلویزیونی بلند مدت علمی تخیلی بی‌بی‌سی، دکتر هو است. از زمان شروع نمایش در ۱۹۶۳، این شخصیت توسط سیزده بازیگر نقش اصلی به تصویر کشیده شده‌است. این شخصیت یک ارباب زمان هزارساله است که نام مستعار دکتر را برای خود انتخاب کرد. او به‌طور مکرر با همراهانش به همراه سفینه‌اش تاردیس، در فضا و زمان سفر می‌کند. انتقال به هر بازیگر موفق در روایت نمایش از طریق دستگاه ترسیم «تجدید حیات» توضیح داده می‌شود، که یک عملکرد بیولوژیکی از نژاد اربابان زمان است که وقتی اتفاق می‌افتد که آسیب کشنده ای در آنها ایجاد شده باشند و خودشان را با تغییر ساختار سلولی و ظاهرشان ترمیم کنند.
شماری از بازیگران دیگر این شخصیت را در نمایش‌های صحنه ای و شنیداری و همچنین در تولیدات مختلف فیلم و تلویزیون بازی کرده‌اند. دکتر با استقبال چشمگیر محبوبیت ماندگار مردم روبرو شده‌است، دیلی تلگراف به این شخصیت لقب «بیگانه مورد علاقه انگلیس» را داد. دکتر همچنین در فیلم‌ها و طیف گسترده‌ای از رمان‌های مشتق، پادکست‌ها و کمیک استریپ‌ها حضور داشته‌است.
در ۲۵ دسامبر ۲۰۱۷، جودی ویتاکر اولین بار به عنوان سیزدهمین دکتر در پایان ویژه برنامه کریسمس ۲۰۱۷ «دو بار در یک زمان» حضور یافت.

## یادداشت
1. 1 2  قبل از اینکه دکتر ارباب زمان شود، یک کودک بیگانه بی زمان از جایی ناشناخته بود؛ که بعدها به گلفری برده شد و با استفاده از قابلیت تجدید حیاتش اربابان زمان خلق شدند و همچنین دکتر نیز در گلفری ساکن شد